# Potosí
Potosí, dříve známé také jako Villa Imperial de Potosí, je město na jihu Bolívie, hlavní město stejnojmenného departementu a provincie Tomás Frías. Rozkládá se na úbočí pověstmi opředené hory Cerro Rico (španělsky „bohatý vrch“, kečuánsky Sumac Orcko „krásná hora“), v níž fungoval největší stříbrný důl na světě.
V roce 2011 žilo v Potosí 170 230 obyvatel. Jeho průměrná nadmořská výška činí 3900 m n. m., což z něj činí druhé nejvýše položené velkoměsto (nad 100 000 obyvatel) na světě po bolivijském sídle El Alto, které však tvoří předměstí níže položeného La Paz.

## Dějiny
Město založili Španělé roku 1545 v nově vzniklém místokrálovství Peru a díky stříbrnému bohatství začalo extrémním tempem růst; podle sčítání místokrále Francisca de Toledo zde již v roce 1573 žilo 120 000 lidí, z toho zhruba dvě třetiny tvořily domorodé národy. O půlstoletí později se město velikostí vyrovnalo Seville a byly zde stavěny opulentní kostely a další stavby. Sláva Potosí, které dodávalo značnou část příjmů španělské imperiální pokladny, se velmi rychle šířila: zmiňuje se o něm i Miguel de Cervantes v Donu Quijotovi a v hovorové španělštině se výraz potosí stal synonymem neobyčejného bohatství.

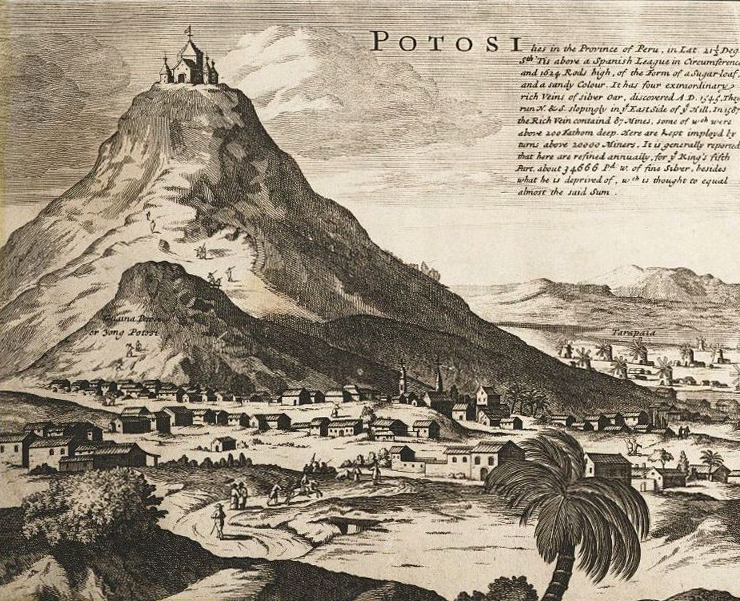
Potosí a Cerro Rico na britské rytině, 1715

Po vrcholu v 17. století se však Potosí následkem vyčerpávání zásob stříbra a tvrdého vykořisťování horníků (zejména z řad Indiánů) začalo opět postupně vylidňovat, přestože místo skomírajících Indiánů sem byli španělskými kolonisty dodáváni černošští otroci.
V roce 1776 bylo Potosí i celé tzv. Horní Peru přičleněno k nově ustavenému místokrálovství Río de la Plata se sídlem v Buenos Aires. Vytěžené stříbro už tedy nadále nebylo dováženo do Evropy oklikou přes Peru a Panamu, nýbrž právě přes budoucí hlavní město Argentiny, pro něž koncem 18. století představovalo hlavní zdroj příjmů, ovšem pouze do doby válek o nezávislost na počátku 19. století.
V roce 1825 se město stalo součástí nezávislé Bolívie, ovšem už s pouhými 8000 obyvateli, necelou desetinou někdejší velikosti. Před vylidněním bylo zachráněno novými cínovými doly v polovině 19. století a turismem koncem 20. století. V roce 1987 bylo město zapsáno na seznam Světového dědictví UNESCO, roku 2014 na seznam světového dědictví v ohrožení.

## Partnerská města
- Lhasa, Čína
- San Luis Potosí, Mexiko
- York, Spojené království